# Terratrèmol de Zagreb de 2020
El terratrèmol de Zagreb de 2020 és el sisme de magnitud 5,3 que va colpejar la capital de Croàcia, Zagreb, cap a les 6:20 h el 22 de març de 2020.

## Esdeveniment geològic
L'epicentre del sisme estava situat a set quilòmetres al nord de Zagreb segons el Centre sismològic euro-mediterrani. Una rèplica de magnitud 5 va tenir lloc una hora més tard. La sotragada ha estat sentida al sud d'Àustria, a Eslovènia, i al nord i l'est de Croàcia. A continuació van tenir lloc una sèrie de rèpliques.
Aquest terratrèmol és el més violent des del que s'havia produït 140 anys abans, el 1880.

## Danys materials
Almenys 66 edificis i 23 automòbils van quedar destruïts. La catedral de Sant Esteve va perdre la part alta de la seva torre sud. Moltes parts de la ciutat van quedar sense electricitat.

## Víctimes
Una jove de 15 anys va morir, enterrada sota les runes. Una persona va quedar ferida greu i setze ferides lleus.

## Reaccions
El ministre de l'Interior, Davor Božinović, va cridar a no reagrupar-se per evitar la contaminació per COVID-19, en un context de pandèmia.